# 卡尔斯塔德
卡尔斯塔德（瑞典語：Karlstad，瑞典語：[ˈkɑ̌ːɭsta(d)] ⓘ）是瑞典韦姆兰省首府和最大城市，建於克拉爾河匯入维纳恩湖的三角洲地區，2010時人口61,685。算上郊區人口在2012年末可達86,929。當地有一所大教堂和一所大學，其港口規模在國內僅次於韦斯特罗斯。